# Държавни отличия на Северна Македония
Държавните отличия на Северна Македония се връчват от президента на държавата, или от упълномощено от него лице. Законът за учреждаване на наградите е приет на 27 юни 2002 година. Действащият президент тогава, Бранко Цървенковски, на 18 октомври 2004 година с указ назначава „Комисия за отличаване и признание“ в състав:
- Председател:
  - Цветан Грозданов, академик и председател на МАНУ

- Членове:
  - Георги Филиповски, академик
  - Георги Мартиновски, проф. д-р и ректор на Скопския университет
  - Алайдин Абази, проф. д-р и ректор на Университета в Тетово
  - Ванче Стойчев, проф. д-р на Военната академия
  - Петър Гошев, губернатор
  - Вера Васкович Вангели, историк
  - Дане Илиев, Председател на Върховния съд
  - Горян Тозия, историк на изкуствата, съветник на правителството
  - Катерина Христова, нумизмат от Народната банка
  - Мирослав Стояновски, началник на ГШ

Според закона се раздават следните отличия, подредени по значимост, а отдясно са авторите на наградите:
- Орден на Република Македония – Сашо Байрактаров
- Орден „8 септември“ – Костадин Танчев и Владимир Боройевич
- Орден „Илинден - 1903 година“ – Костадин Танчев Динка и Владимир Боройевич
- Орден за заслуги за Република Македония – Петър Гайдов
- Орден за военни заслуги – Дарко Фиданоски
- Медал за заслуги за Република Македония – Милкица Стефановска
- Медал за храброст – Сашо Байрактаров
- Харта на Република Македония[2]